# 植田直通
植田直通（日语：／ Ueda Naomichi */?，1994年10月24日—），日本足球運動員，現效力日職球隊鹿島鹿角，日本國家足球隊成員。

## 俱樂部生涯
小学时开始练习跆拳道，小学3年级时还在一项跆拳道赛事中取得了小学组的全国第三名。在2013年高中毕业后就加盟了鹿岛鹿角，就年轻的防守球员而言，很少人的表现优于鹿岛鹿角后卫植田直通，这位守将是鹿岛鹿角常规正选，因为他的表现稳定受到赞赏。
2013年3月23日，植田直通在日本联赛盃的比赛中完成了他在鹿岛鹿角的首秀。
2014年3月1日，在日职联赛首轮对甲府风林的比赛中第一次登上日职赛场。2015年日职第6轮客场3:1战胜柏雷素尔的比赛中，打进了自己在鹿岛鹿角的第一个进球。赛季结束后，神户胜利船与鸟栖沙岩为其抛来橄榄枝，不过其选择留在鹿岛鹿角。
随后的四个赛季中，植田直通在鹿岛鹿角逐渐打上主力中后卫的位置。
2017年3月14日，鹿岛鹿角对布里斯班狮吼，植田直通交出4次解围及2次拦截，最终3比0大胜布里斯班狮吼，令他防守的贡献更明显，令他当选为2017年3月份Toyota亚冠最佳年轻球员。
据日本媒体报道，鹿岛鹿角已经与比甲升班马色格拉布鲁日就日本后卫植田直通转会一事基本达成了一致，官宣将于近期公布。 
日本国脚后卫植田直通正式加入比甲升班马色格拉布鲁日，并且双方签约时间为4年。
2018年8月11日，比甲联赛中色格拉布鲁日客场0-0战平标准列日，日本国脚植田直通迎来了加盟色格拉布鲁日的首次先发，打满全场的他在防守端表现稳健。
比甲联赛色格拉布鲁日客场2-4负于安德莱赫特，日本国脚中卫植田直通首发出场并打满全场。
比甲联赛色格拉布鲁日客场2-1击败了领头羊亨克，终结了对手的赛季不败，日本国脚植田直通首发打满全场，并在上半场的角球进攻中制造了对手的乌龙球帮助球队首开纪录。
然而去年十月份后，植田直通在球队失去了位置，本赛季仅出场8次。
法甲尼姆俱乐部官方宣布，与比利时色格拉布鲁日俱乐部达成协议，租借后者阵中的日本中卫植田直通至本赛季结束。
法甲联赛尼姆主场1-1战平蒙彼利埃，日本国脚植田直通首发出场，这也是这位日本中卫第一次代表尼姆在法甲联赛中首发，他也贡献了不错的发挥。
2022年11月30日，鹿岛鹿角官宣后卫植田直通时隔4年半重回球队。

## 國家隊生涯
2014年作为主力参加了仁川亚运会和亚足联U-23锦标赛。入选过日本U16以上的各级别青年队，但是此前成年国家队的经验还没有过。
2014年12月28日，因内田笃人受伤从而获得了替补的机会，这是他第一次得到日本国家队征召，并入选2015年初在澳洲举行的2015年亚洲杯，不过他并没有得到上场机会。
2016年，植田直通是日本国奥队征战2016年里约奥运会的主力球员，并打满了全部三场小组赛。
2017年入选日本国家足球队2017年东亚杯大名单，并在12月12日对中国队第一次代表日本国家队出战。
在2018年世界杯，植田直通作为仅有的8名在日本国内联赛效力的球员之一入选了最终23人大名单，但是他并没有得到过出场机会。
10月14日，日本对科特迪瓦进行到补时阶段，柴崎岳助攻替补登场2分钟的植田直通头球绝杀，日本1-0战胜科特迪瓦。

## 外部連結
- （日語）J.League Data Site （页面存档备份，存于）
- 鹿島アントラーズによる公式プロフィール
- 日本職業足球聯賽中的植田直通 （日語）